# 신시가 광장

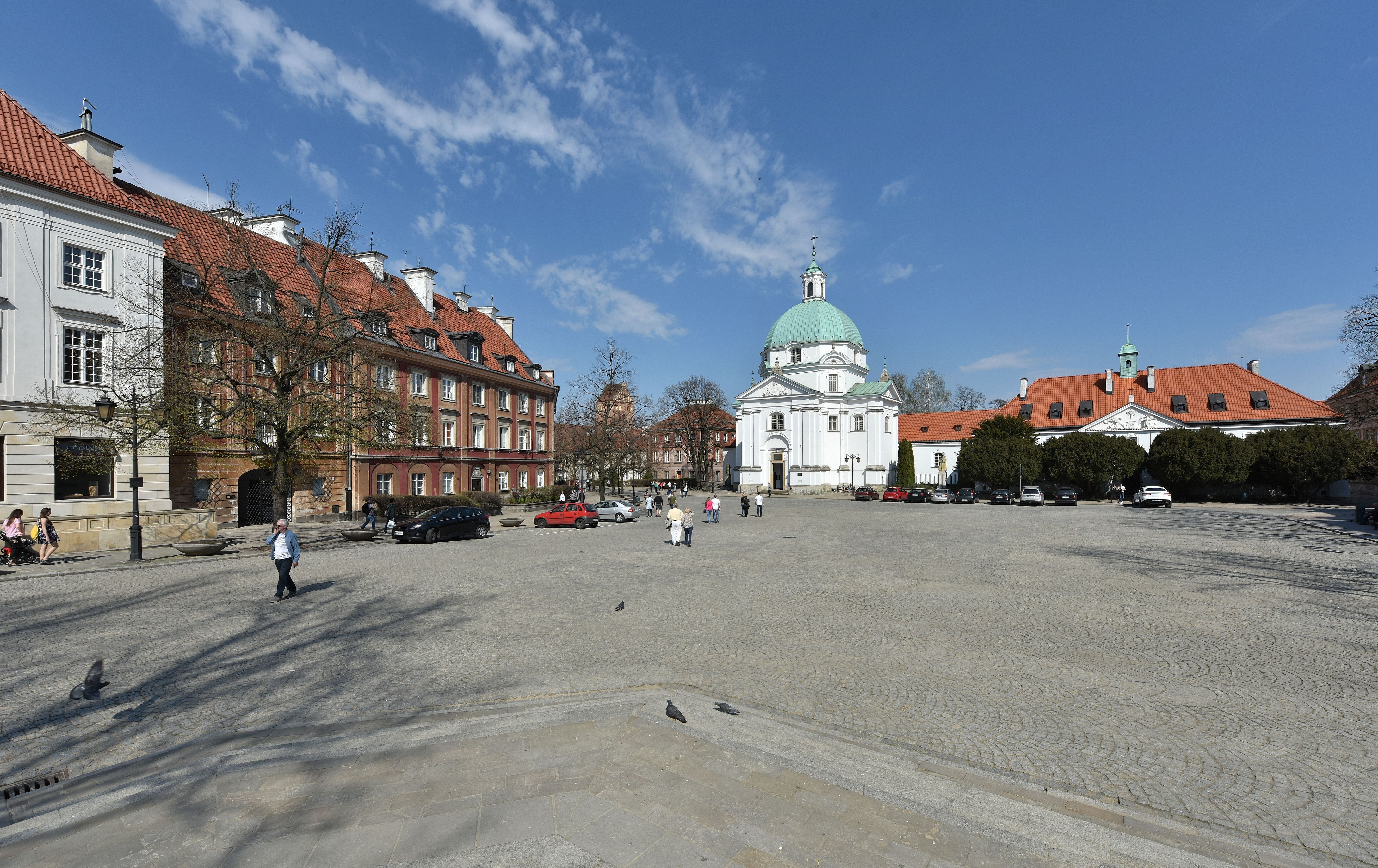
신시가 광장과 성 카지미에시 성당

신시가 광장 또는 노베고 미아스타 광장(폴란드어: Rynek Nowego Miasta)은 폴란드 바르샤바 노베미아스토에 있는 광장이다.

## 역사
1408년 이전에 바르샤바 신시가지의 중앙 광장으로 형성되었다. 처음에는 직사각형 모양이었고 면적은 140 x 120m였다. 15세기에 광장 중앙에 목조 시청이 지어졌고 주거용 건물도 건설되었다. 1544년에 광장이 화재로 파손되었고 시청은 벽돌로 재건되었다. 나머지 건물은 나무로 남았다.
1656년 대홍수 때 스웨덴인에 의해 광장이 불타버렸다. 재건은 느렸고, 시청은 1680년에 다시 재건되었다. 1688년 네덜란드 건축가 틸만 반 가메렌이 바로크 양식의 성 카지미에시 성당을 지었다. 18세기 후반에 목조 주거 건물이 벽돌로 된 연립 주택으로 바뀌었다. 1785년 시청이 부분적으로 재건되었고 여러 상점이 들어섰다. 1818년 시청이 철거되었고, 광장은 1878년까지 지속된 시장적 성격을 얻었다. 그런 다음, 광장에 있는 건물을 확장하고 재건하여 점점 더 많은 장인과 노동자를 수용했다. 1932년 클레멘스 호프바우어의 동상이 광장에 세워졌다.
제2차 세계 대전 중인 1944년 바르샤바 봉기 당시 광장은 완전히 파괴되었고, 교회를 포함한 주택의 80%가 완전히 철거되었다. 전쟁 후 광장은 18세기 양식으로 재건되었다. 재건은 1955년까지 지속되었다.